# Attulus helveolus
Attulus helveolus  (лат.) — вид аранеоморфных пауков из подсемейства Amycinae в семействе пауков-скакунов (Salticidae). Этот вид встречается в Европе.